# Список серий аниме Sakurasou no Pet na Kanojo

Обложка первого диска аниме Sakurasou no Pet na Kanojo

Аниме-сериал Sakurasou no Pet na Kanojo создан на студии J.C.Staff под руководством режиссёра Ацуко Исидзуки. Сериал состоит из одного 24-серийного сезона, транслировавшегося на канале Tokyo MX с 9 октября 2012 года по 26 марта 2013 года.

## Список серий
| 1 | Кот, Белый, Масиро «Нэко Сиро Масиро» (ねこ・しろ・ましろ)                                             | Мари Окада       | 9 октября 2012  |
| Сората Канда — студент школы при университете искусств «Суймэй». Начинается очередное шумное утро в Сакурасо — общежитии для проблемных студентов. Комендант общежития, а по совместительству учитель рисования, Тихиро Сэнгоку поручает Сорате встретить на вокзале новую студенку, двоюродную сестру Тихиро — Масиро Сину, и привести её в Сакурасо. В честь её приезда жители общежития устраивают праздничный ужин. На следующее утро Тихиро назначает Сорату ответственным за Масиро, ведь она не справляется даже с простейшими повседневными нуждами. Первым же заданием Сораты становится разбудить и собрать Масиро в школу. | |                  |                 |
| 2 | Я рисовала картины «Э о Кайтэкита но» (絵を描いてきたの)                                               | Мари Окада       | 16 октября 2012 |
| Сората ищет помощи у друзей, но в конце концов все тяготы ухода за Масиро ложатся только на его плечи. Сората снова помогает ей собраться, и, обойдясь без завтрака, они спешат в школу. По пути голод вынуждает их зайти в магазин, где Сората вынужден объяснять Масиро то, что прежде чем поедать товары с полок, за них следует заплатить. Однако продавцом в магазине является Нанами, одноклассница и подруга Сораты, поэтому проблем удалось избежать. По возвращении из школы Сората встречает Дзина, которому на день рождения Мисаки приготовила сюрприз. Масиро просит Сорату побыть натурщиком для её манги и заставляет почти полностью раздеться. На следующее утро Сората узнаёт, что Масиро — знаменитая профессиональная художница. | |                  |                 |
| 3 | Так близко и так далеко... «Тикасугитэ То:и...» (近すぎて遠い…)                                        | Хадзимэ Камосида | 23 октября 2012 |
| Сората отказывает Масиро провести с ней воскресенье, однако Дзин в ответ на ту же просьбу соглашается. Мисаки рассказывает Сорате, что Дзин и Масиро планируют пойти в отель для влюблённых, и предлагает проследить за ними. Во время слежки Мисаки и Сората сталкиваются с Нанами в торговом центре, обнаружив её на очередной подработке. Слежка заканчивается на входе в отель, когда Сората набросился на Дзина, от которого затем получил кулаком в лицо и потерял сознание. Очнувшись в номере отеля, Сората узнаёт, что Дзин изначально знал о слежке и специально заманил его в отель. Масиро рассказывает, что устроила это для того, чтобы прочувствовать то же, что и персонажи в её манге. Ночь Сората проводит спя на полу. Утром он, не зная за что, извиняется перед Масиро, но она прерывает его, спрашивая, действительно ли он собирается уехать из Сакурасо. | |                  |                 |
| 4 | Мир, меняющий цвет «Иро о Каэру Сэкай» (色を変える世界)                                                | Мари Окада       | 30 октября 2012 |
| Сората отвечает Масиро, что на самом деле собирается как можно скорее уехать из Сакурасо в обычное общежитие, что расстраивает её. Вечером того же дня жители Сакурасо устраивают праздник в честь танабаты, на который приглашают местных детей. Масиро узнаёт о том, что её манга не прошла конкурс. Сората пытается её утешить, но потом убегает. Сидя на скамейке под дождём, Дзин рассказывает Сорате, каково ему быть вместе с Мисаки. Дзин всегда считал себя недостаточно талантливым для неё и иногда подсознательно желал Мисаки неудачи, чтобы она не казалась настолько лучше его. Сората признаётся, что и сам немного чувствовал то же по отношению к Масиро. На следующий день Сората встречает женщину, которая рассказывает ему подробности неудачи Масиро. Её манга была основана на жизни в Сакурасо, и закончилась тем, что один из главных героев навсегда уезжает. Манга не прошла конкурс только из-за плохой концовки. Вернувшись в Сакурасо, Сората заходит в комнату Масиро, где обнаруживает её спящей. Он узнаёт, что она написала альтернативную концовку манги, где главный герой остаётся в общежитии. Когда Масиро просыпается, Сората рассказывает ей о том, что узнал. Масиро просит его называть её по имени, а не по фамилии (Сина). Разговор Сораты и Масиро подслушивают Дзин и Мисаки, после чего Сората объявляет, что передумал уезжать из Сакурасо. | |                  |                 |
| 5 | Серьёзная девушка из Сакурасо «Сакура-со: но Мадзимэ на Канодзё» (さくら荘のまじめな彼女)              | Фумихико Симо    | 6 ноября 2012   |
| Сората узнаёт, что у Масиро отвратительные оценки в школе и собирается ей помочь подготовиться к тесту, но выясняется, что у Масиро идеальная память. Взглянув на список вопросов и ответов к тесту, Масиро всё запоминает и сдаёт все последующие тесты на 100 баллов. Возвращаясь с тестов, Масиро и Сората встречают Нанами и узнают, что она сильно перегружена работой, потому что родители отказались платить за её обучение в актёрской школе. Сората предлагает Нанами переехать в Сакурасо, где стоимость проживания меньше, и Нанами соглашается. После приезда она настаивает, что присматривать за Масиро должна девушка и берёт на себя эту обязанность. Освободившееся время Сората использует для работы над разработкой игры, но узнав мнение Рюносукэ, узнаёт, насколько это сложно. Ночью того же дня он обнаруживает на кухне спящую за столом Нанами, после чего вступает с ней в спор о том, что она слишком перетруждается. | |                  |                 |
| 6 | Синева после дождя «Амэ Агари но Ао» (雨あがりの青)                                                    | Митико Ито       | 13 ноября 2012  |
| Нанами продолжает перетруждать себя и замечает, как упорно Масиро работает над своей мангой. Сората узнаёт, что Дзин после окончания школы планирует поступать в колледж в другом городе, что сильно расстраивает Мисаки. Вечером Сората отправляет концепт своей игры на конкурс разработчиков. На следующий день у Нанами выступление, но она ужасно себя чувствует и еле держится на ногах. Друзья решают не пускать её на выступление ради её же блага, но Масиро просит их передумать, чтобы все труды Нанами не оказались напрасными. Друзья соглашаются и помогают Нанами добраться до актёрской школы, но она проваливает выступление. На следующее утро Сората идёт в комнату Нанами проведать её и узнаёт, что Масиро всю ночь провела в её комнате, чувствуя свою вину перед Нанами. Проснувшись, Нанами соглашается вернуть Сорате статус «ответственного за Масиро». | |                  |                 |
| 7 | Её обучение «Канодзё но Кё:сю:» (彼女のきょうしゅう)                                                   | Хадзимэ Камосида | 20 ноября 2012  |
| Сората ожидает результатов конкурса разработчиков игр. В Сакурасо внезапно приезжает сестра Сораты — Юко. Она ругает Сорату за то, что он не приехал на каникулах домой, как обещал ранее. Познакомившись с жителями Сакурасо, Юко возмущается тому, насколько к Сорате близки Нанами и Масиро. Они все вместе вчетвером идут на импровизированное свидание, во время которого борются за внимание Сораты. Юко и Масиро теряются, но Масиро успокаивает Юко, говоря, что верит в Сорату, и он обязательно их найдёт. После того, как Сората их находит, Юко рассказывает ему о том, что планирует поступить в школу Суймэй, где сейчас и учится Сората. Между тем Мисаки записывается в автошколу. | |                  |                 |
| 8 | Давайте запустим огромный фейерверк «Додэкай Ханаби о Агэтэмиру» (どでかい花火をあげてみる)            | Юкки Ханада      | 27 ноября 2012  |
| Сората получает письмо с конкурса разработчиков игр, в котором сообщается, что его заявка прошла предварительный отбор и он приглашён, чтобы лично представить свой проект. Друзья помогают ему написать текст и отрепетировать, однако на настоящей презентации Сората слишком сильно нервничает и терпит неудачу. Вернувшись в Сакурасо, Сората впадает в депрессию и случайно выплёскивает свой негатив на Масиро. Чтобы подбодрить Сорату, Мисаки решает устроить ночную вечеринку у школьного бассейна. Как оказывается позже, никакого разрешения от школы получено не было, поэтому Сорате и друзьям приходится убегать от школьной охраны. После этого побега Сората преодолевает депрессию и решает несмотря на провал продолжить разработку игр. | |                  |                 |
| 9 | Начался осенний шторм «Аки но Араси га Яттэкита» (秋の嵐がやってきた)                                  | Фумихико Симо    | 4 декабря 2012  |
| В школе начинают распространяться слухи о настоящей причине переезда Нанами в Сакурасо. Ночью того же дня из Англии приезжает Рита, бывшая соседка Масиро по комнате. Она хочет вернуть Масиро в Англию, чтобы та продолжала заниматься живописью. Масиро отказывается и выгоняет Риту на улицу, но Сората возвращает её, чтобы ей было где переночевать. Воспользовавшись ситуацией, Рита настаивает, что будет ночевать в комнате Сораты. На следующее утро Рюносукэ впервые за семестр идёт в школу, чтобы поправить посещаемость. После школы все жители Сакурасо решают принять участие в школьном культурном фестивале. Позже, Масиро настаивает на том, чтобы Рита переселилась в её комнату из комнаты Сораты. Рита соглашается при условии, что пойдёт с Соратой на свидание. На следующий день она ведёт Сорату в художественный музей, где показывает картину Масиро, которую она написала незадолго до отъезда из Англии. Поражённый мастерством Масиро, Сората решает, что ей действительно лучше заниматься живописью, а не мангой. | |                  |                 |
| 10 | Ненавижу, ненавижу, люблю «Кирай Кирай, Дайсуки» (キライキライ、ダイスキ)                              | Фумихико Симо    | 11 декабря 2012 |
| У жителей Сакурасо возникают проблемы с подготовкой проекта для культурного фестиваля и они не укладываются в сроки. В результате было решено найти ещё одного художника. Масиро говорит, что Рита сможет помочь, но Рита отказывается, мотивируя это тем, что бросила рисовать. Выясняется, что учась вместе с Масиро в Англии, Рита постоянно завидовала её таланту и, в конце концов, бросила живопись, считая, что никогда не достигнет уровня Масиро. Рита рассказывает, что предложила Масиро рисовать мангу в надежде, что её постигнет неудача. Рюносукэ высказывает в лицо Рите всё, что думает о ней и о её поступке. Рита убегает, но Нанами, Сората и Масиро догоняют её. Масиро мирится с Ритой, после чего они вместе возвращаются в Сакурасо. Рита соглашается помочь с проектом для фестиваля. Также Рита благодарит Рюносукэ и начинает испытывать заинтересованность в нём. | |                  |                 |
| 11 | Галактический кот Няборон «Гинга Нэко Няборон» (銀河猫にゃぼろん)                                      | Фумихико Симо    | 18 декабря 2012 |
| Начался культурный фестиваль. Жители Сакурасо развлекаются, помогают одноклассникам и работают над завершением собственного проекта — интерактивной компьютерной игры «Галактический кот Няборон». Рита пытается сблизиться с Рюносукэ, который этим крайне недоволен. Сората высказывает свои сомнения по поводу концовки игры и предлагает её переделать: в конце представления попросить всех зрителей прокричать то, что они давно хотят, но не могут сказать, проявив тем самым «силу любви». Друзья поддерживают эту идею и переделывают концовку. | |                  |                 |
| 12 | Сила любви на культурном фестивале «Ай но Пава: ин Бункасай» (愛のパワーin文化祭)                      | Мари Окада       | 25 декабря 2012 |
| Друзья готовятся к презентации «Няборона». Нанами косплеит героиню игры и выступает в качестве ведущей. Представление идёт успешно до последней сцены. Когда Нанами просит всех в зале «выразить любовь», никто не решается и аудитория затихает. Сората винит себя в том, что он не продумал подобную ситуацию. Тогда Масиро решает быть первой и громко кричит «Спасибо» Сорате. Затем кричит Мисаки, а за ней уже присоединяется весь зал. Последним Сората кричит «Спасибо» в адрес Масиро. После успешного представления Нанами встречает в классной комнате Мияхару, который говорит, что во время представления кричал, что любит её. Нанами отвергает Мияхару. Масиро и Рита пропадают. Выясняется, что они на такси уехали в аэропорт. Сората вспоминает, что Рита хотела после фестиваля увезти Масиро обратно в Англию, после чего вместе с остальными спешит догнать и остановить Масиро. В аэропорту Сората догоняет Масиро и заключает в объятия, прося остаться. Однако Рита заявляет, что передумала возвращать её и летит в Англию одна, а Масиро её всего лишь провожает. Попрощавшись со всеми, Рита целует в щёку Рюносукэ. | |                  |                 |
| 13 | В двух шагах от зимы «Фую но Иппо Тэмаэ дэ» (冬の一歩手前で)                                           | Митико Ито       | 8 января 2013   |
| Близится Рождество, Сората ждёт результаты с очередного конкурса разработчиков игр. Он обращает внимание на то, что Масиро ведёт себя не как обычно, пытаясь всячески угодить ему. Мисаки начинает использовать ещё более агрессивные методы для привлечения к себе внимания Дзина. Масиро получает приглашение на специальную вечеринку в канун Рождества. На тот же день Нанами приглашает Сорату на свидание. | |                  |                 |
| 14 | Свет кануна рождества в каждом окне «Иву но Мадобэ то Сорэдзорэ но Акари» (イヴの窓辺とそれぞれの灯り) | Юкки Ханада      | 15 января 2013  |
| Сората и Нанами после свидания идут забирать Масиро с вечеринки, но узнают, что она уже ушла с вечеринки в неизвестном направлении. Вместе они идут её искать. Найдя Масиро, Сората наконец открывает письмо с результатами конкурса разработчиков и узнаёт, что снова прошёл отбор. Втроём они возвращаются в Сакурасо, где находят Мисаки в подавленном состоянии. Выясняется, что Мисаки призналась в любви к Дзину, но он отказался с ней встречаться. | |                  |                 |
| 15 | Где настоящий я? «Ицумо но Дзибун ва Доко ни Иру?» (いつもの自分はどこにいる?)                         | Кэйго Коянаги    | 22 января 2013  |
| На время зимних каникул Тихиро заявляет, что уезжает в Австралию и общежитие будет закрыто. Сората собирается ехать домой в Фукуоку. Мисаки, Нанами и Масиро напрашиваются поехать вместе с ним. По приезде домой у Сораты и его друзей начинает налаживаться дружба. При поддержке семьи и друзей он готовится к презентации игры. Мисаки справляется с депрессией и начинает понимать истинную причину случившегося в канун Рождества. Масиро вместе с Нанами знакомятся с сестрой Сораты, Юко, и вместе помогают ему готовиться к презентации. Юко заявляет, что собирает поступать в Суймэй. Её отец не одобряет это решение, и Юко просит брата поговорить с ним. Сората убеждает отца разрешить Юко сдать вступительный экзамен. В конце концов вся семья Канда и жители Сакурасо вместе встречают Новый Год. | |                  |                 |
| 16 | Я всегда любила тебя... «Дзутто, Суки дэсита...» (ずっと、好きでした...)                               | Митико Ито       | 29 января 2013  |
| Наступает день презентации Сораты. Нанами просит Мисаки позволить использовать новый сценарий Дзина на прослушивании. Сората успешно проводит презентацию, но узнаёт, что разработка его игры будет чрезмерно затратной. Тем не менее он получает возможность поработать вместе с Кадзуки Фудзисавой, известным разработчиком игр, чтобы продолжить улучшать дизайн своей игры для следующего раунда конкурса. Возвратившись в Сакурасо, Сората благодарит Масиро за иллюстрации, которые она нарисовала для его игры. Вечером Нанами просит Сорату помочь отрепетировать сценарий её выступления, но Сората смущается из-за романтического содержания текста. Масиро наблюдает за их репетицией, после чего рассказывает о своих тревогах Аяно. Аяно одалживает Масиро несколько томов романтической манги. За два дня до дня святого Валентина в Сакурасо приезжает Юко для того, чтобы подготовиться ко вступительным экзаменам в Суймэй. В конце Юко шепчет Сорате, чтобы он выбрал между Нанами и Масиро, напоминая ему о словах отца. | |                  |                 |
| 17 | День Святого Валентина — шоколадный день «Барэнтайн ва Тёко но Хи ё» (バレンタインはチョコの日よ)      | Мари Окада       | 5 февраля 2013  |
| Девушки из Сакурасо готовятся ко дню Святого Валентина. Нанами готовится к прослушиванию, Мисаки готовится подарить Дзину шоколад, Масиро просит Сорату встретиться с ней после школы, Рита приезжает в Сакурасо, чтобы повидаться с Рюносукэ. После занятий Сората получает звонок от Нанами и узнаёт, что движение поездов остановлено, и она опаздывает на прослушивание. Сората на велосипеде едет к Нанами и везёт её на прослушивание. По пути Нанами хочет признаться Сорате в любви, используя слова из сценария, но в конце концов делает вид, что репетирует. Масиро в это время ждёт Сорату в школе. Рюносукэ запирается в туалете и не хочет встречаться с Ритой, после чего она возвращается в Англию. Сората мчится обратно в школу, где его всё ещё ждёт Масиро. Сората извиняется, а Масиро дарит ему шоколад. Вернувшись в Сакурасо, Сората обдумывает косвенное признание Нанами. | |                  |                 |
| 18 | Первая любовь пришельца «Утю:дзин ни Хацукой» (宇宙人に初恋)                                           | Хадзимэ Камосида | 12 февраля 2013 |
| В отношениях между Дзином и Мисаки растёт напряжение, что замечают все жители Сакурасо. Сората, Масиро и Нанами идут в школу, где узнают, что Юко не сдала вступительный экзамен. Сората встречается с Дзином на крыше, чтобы обсудить его отношение к Мисаки, после чего ввязывается в драку с ним. Нанами просит Масиро привести Мисаки из Сакурасо, чтобы помирить их с Дзином. Встретившись, Дзин с Мисаки мирятся, после чего Дзин обещает однажды стать сценаристом её анимационной студии, для чего уезжает учиться в другой город. Вернувшись из школы, жители Сакурасо узнают, что их общежитие планируют в ближайшее время снести. | |                  |                 |
| 19 | Дом там, где Сакурасо «Сумэба Мияко но Сакура-со:» (住めば都のさくら荘)                                | Фумихико Симо    | 19 февраля 2013 |
| Выясняется, что во время каникул строительная инспекция обследовала Сакурасо и вынесла решение о сносе здания. Сората рассказывает историю своего появления в Сакурасо. Жители Сакурасо обсуждают, что им делать. Рюносукэ сначала предлагает не делать ничего, но подозревает, что руководство школы скрывает истинную причину сноса общежития. В конце концов все соглашаются до последнего защищать Сакурасо. | |                  |                 |
| 20 | Наш дом останется здесь «Коносаки мо Тадаима о Иу Тамэ ни» (この先もただいまを言うために)              | Фумихико Симо    | 26 февраля 2013 |
| Жители Сакурасо начинают сбор подписей учеников школы об отмене решения о сносе Сакурасо. Выясняется, что общежитие решили снести для того, что отселить Масиро и заставить её снова заниматься живописью. В конце дня Нанами узнаёт, что не прошла прослушивание, но пытается скрыть своё разочарование и продолжает вместе с остальными сбор подписей. Рита пытается безуспешно дозвониться до Рюносукэ, после чего Мэйд рассказывает Рите историю затворничества Рюносукэ. Поговорив с самим Рюносукэ, Рита убеждает его в необходимости защитить Сакурасо. На следующий день к всеобщему удивлению он приходит помочь со сбором подписей. | |                  |                 |
| 21 | Никто не виноват, что идёт дождь «Дарэ но Сэй дэ мо Наку Амэ ва Фуру» (誰のせいでもなく雨は降る)       | Кэйго Коянаги    | 5 марта 2013    |
| Сората пытается утешить Нанами в связи с провалом на прослушивании, однако посреди урока Нанами срывается и начинает рыдать, после чего Сората отводит её в медкабинет. По пути обратно в кабинет Сорате звонит Кадзуки и сообщает, что его проект был отвергнут. Несмотря на утешительные слова Кадзуки, Сората впадает в отчаяние. Сората возвращается в медкабинет и не находит там Нанами. Он замечает через окно, что она стоит во дворе школы под дождём. Выйдя на улицу Сората рассказывает Нанами о своём провале, после чего они стоят обнявшись под дождём на глазах у Масиро. В конце дня Сората узнаёт, что Масиро получила предложение заниматься дизайном игр от тех же людей, которые отвергли проект Сораты. В разговоре с Соратой Масиро принимает решение, что причиной всех бед является именно она. Она решает в одиночку спасти Сакурасо от сноса, для чего сбегает оттуда. | |                  |                 |
| 22 | Все прекрасные дни перечёркнуты «Кирамэку Хиби о Какэнукэро» (きらめく日々を駆け抜けろ)                | Хадзимэ Камосида | 12 марта 2013   |
| Обнаружив, что Масиро пропала, жители Сакурасо начинают её искать. Сората решает пойти на вокзал, где он впервые встретился с Масиро. Он обнаруживает её стоящую на платформе и ждущую поезда. Крича через железнодорожные пути, Сората раскрывает Масиро свои чувства и объясняет, что Сакурасо в первую очередь не здание, а люди, живущие в нём. Масиро решает остаться. | |                  |                 |
| 23 | Церемония выпуска «Соцугё:сики» (卒業式)                                                               | Мари Окада       | 19 марта 2013   |
| Начинается церемония выпуска в Суймэй. Речь от лица выпускников должен был прочитать Соитиро, но он позволяет Мисаки выступить вместо него. Вместо запланированной речи Мисаки рассказывает всем учащимся школы о Сакурасо, о своих друзьях и о решении о сносе. Она просит всех поддержать её и защитить Сакурасо от сноса, и подавляющее большинство учащихся соглашается. | |                  |                 |
| 24 | Добро пожаловать в Сакурасо «Сакура-со: э Ё:косо» (さくら荘へようこそ)                                 | Мари Окада       | 26 марта 2013   |
| Нанами принимает решение не отказываться от своей мечты и отправляется к родителям в Осаку просить разрешения продолжить своё обучение в Суймэй. Рита возвращается в Англию, поцеловав Рюносукэ перед отлётом. Дзин перед отъездом в Осаку вручает Мисаки заполненное заявление о регистрации брака в качестве гарантии, что через два года он вернётся и они поженятся. Вернувшись в Сакурасо, Масиро просит Сорату тоже поцеловать её, но одна из кошек Сораты не позволяет этого сделать, в результате чего Масиро целует Сорату в щёку. Некоторое время спустя Нанами возвращается в Сакурасо, убедив своих родителей разрешить её продолжить обучение в Суймэй. В Сакурасо появляются двое новых жильцов: Иори Химэмия, выгнанный из обычного общежития за подглядывание в женской душевой, и Канна Хасэ, отказавшаяся жить в обычном общежитии из-за наличия соседа по комнате. Вместе с новыми жильцами в Сакурасо приезжает Юки, чтобы сообщить Сорате о том, что она на самом деле поступила в Суймэй. Ранее она дала Сорате неверный номер для сверки результатов, из-за чего он не нашёл его в списке поступивших. Тем временем Мисаки переезжает в дом по соседству с Сакурасо. К тому же она не дождалась Дзина и официально зарегистрировала их брак. Жители Сакурасо устраивают ставший традиционным праздник в честь новых жильцов.                                           | |                  |                 |

## Музыкальное сопровождение
Опенинг
- Kimi ga Yume o Tsuretekita (яп. 君が夢を連れてきた Кими га Юмэ о Цурэтэкита) (серии 1-12)
  - Исполнитель: Pet na Kanojotachi (Ай Каяно, Марико Накацу и Нацуми Такамори)
- Yume no Tsuzuki (яп. 夢の続き Юмэ но Цудзуки) (серии 13, 15-24)
  - Исполнитель: Кономи Судзуки
- I Call Your Name Again (14 серия)
  - Исполнитель: Марико Накацу

Эндинг
- Days of Dash (серии 1-12)
  - Исполнитель: Кономи Судзуки
- Prime Number ~Kimi to Deaeru Hi~ (яп. Prime Number ~君と出会える日~) (серии 13-24)
  - Исполнитель: Асука Окура